# Driven (datorspel)
Driven är ett racingspel som släpptes 2001 av BAM! Entertainment. Spelet är baserat på filmen Driven med Sylvester Stallone.